# Особлива нарада при Головнокомандуючому Збройними силами на Півдні Росії
Особлива нарада при Головнокомандуючому Збройними силами на Півдні Росії — вищий орган цивільного управління Білого руху на півдні колишньої Російської імперії 1918—19. Створена в Єкатеринодарі (нині м. Краснодар) 31 (18) серпня 1918 як дорадчий орган при Верховному керівникові Добровольчої армії генералові від інфантерії М.Алексєєві для допомоги в законодавчих та адміністративних справах, організації й координації дій центральної і місцевої влади на підконтрольних білогвардійським арміям (див. Збройні Сили Півдня Росії) територіях, залучення до управління фахівців та громадських діячів. Суміщала законодавчі й виконавчі функції. Голова — генерал від кавалерії А.Драгомиров (1918 — вересень 1919) та генерал-лейтенант О.Лукомський (вересень—грудень 1919). До складу О.н. входили начальники відділів (управлінь), особи «без портфеля». Як правило — це військові (генерали І.Романовський, О.Санніков, М.Тихмєнєв, віце-адмірал О.Герасимов та ін.), політики правих і ліберальних політичних поглядів (С.Маслов, В.Степанов, М.Чебишев, В.Челіщев, М.Федоров О. Фенін та ін.); разом бл. 20—25 осіб. Члени призначалися головнокомандувачем.
Структурно складалася з 11-ти відділів (державного ладу, внутрішніх справ, фінансового, торгівлі й промисловості, землеробства та ін.). Положенням від 15 (2) лютого 1919 відділи перетворено на управління і збільшено їх кількість; утворено відділи законів, пропаганди та канцелярію. Із серпня 1919 — у Ростові-на-Дону (нині місто в РФ). Перше засідання відбулося 11 жовтня (28 вересня) 1918 (усього — 121 засідання). Життя регулювала тимчасовими нормативно-правовими актами, спираючись на російське дореволюційне і Тимчасового уряду законодавство.
Функціонувала у форматі «великих засідань» — для вирішення найважливіших питань державного масштабу, розгляду законопроєктів тощо; для вирішення екстрених питань збирались «малі засідання» (генерал-лейтенанти А.Денікін, О.Лукомський, генерал-майор І.Романовський; на розсуд А.Денікіна — управляючі тим чи іншим відділом). Паралельно О.н. функціонувало «Мале присутствіє» («Малое присутствие») на чолі з М.Астровим, яке складалося із заступників начальників управлінь і розглядало другорядні питання.
У січні 1919 в Одесі в структурі О.н. утворено «Підготовчу з національних справ комісію» (голова — В.Шульгін; з квітня 1919 — у Єкатеринодарі на чолі з В.Степановим) у складі 10 відділів. У Малоросійському відділі під керівництвом І.Линниченка працювали П.Богаєвський, С.Грушевський, Б.Ляпунов, А.Савенко та ін., які дотримувались антиукраїнських поглядів. Було розроблено проєкт адміністративного поділу України на Київську, Харківську та Новоросійську (центр — м. Одеса) області, впровадження якого відкладалося до закінчення війни. Ліквідована 30 (17) грудня 1919 в Новоросійську (нині місто Краснодарського краю, РФ), склад і функції перейшли до новоствореного Уряду при Головнокомандуючому ЗС Півдня Росії (голова — генерал-лейтенант О.Лукомський) та Наради із законодавчих пропозицій. 21 травня 1920 Рада народних міністрів Української Народної Республіки скасувала чинність законодавства О.н. в Україні.